# Cactus (entreprise)
Pour les articles homonymes, voir Cactus (homonymie).
 (août 2018).
Si vous disposez d'ouvrages ou d'articles de référence ou si vous connaissez des sites web de qualité traitant du thème abordé ici, merci de compléter l'article en donnant les références utiles à sa vérifiabilité et en les liant à la section « Notes et références ».
Cactus est le nom d'une enseigne luxembourgeoise de supermarchés fondée en 1967.
Le groupe Cactus est l'une des entreprises familiales importantes au Luxembourg. L'entreprise possède, outre Cactus, comme enseignes Supercactus et Cactus marché, ainsi que des boutiques plus spécialisées (fleuristes, disquaires).

## Histoire
L’origine de Cactus remonte à 1900, année de l’ouverture d’une épicerie par Joseph Leesch, grand-père de Paul et Alfred Leesch, fondateurs de Cactus S.A.
Le 19 octobre 1967, Cactus Bereldange ouvre ses portes et pose les jalons du commerce « nouvelle génération » au Luxembourg : self-service, caddies, superficie, assortiment, parking…
En 1974, le Shopping Center La Belle Etoile accueille les clients sur une surface de plus de 20 000 m2 dont 13 000 m2 de surface commerciale. L’ouverture de La Belle Étoile marque aussi le début des activités dans le domaine de la restauration et de la production alimentaire. Paul Leesch s’associe à Fritz Hotschnig, entrepreneur et maître-traiteur qui devient alors responsable de la restauration du groupe. En même temps, la boucherie Cactus et la pâtisserie Cactus démarrent leurs activités à Bertrange.  En 1978, Fritz Hotschnig crée le traiteur « De Schnékert ».
En 1981, Cactus diversifie pour une première fois son activité, développant un concept nouveau pour l’époque avec le premier Cactus hobbi, dédié à la maison, au jardin, au bricolage et implanté au Cactus La Belle Etoile.
En 1991, l’agence de publicité in-house Createam, le marketing, les activités d’achat alimentaire et non alimentaire, les dépôts, le service logistique et le service du personnel s’installent au fur et à mesure dans de nouveaux locaux à Windhof pour une organisation optimale des activités de distribution. Un autre bâtiment sur le même site accueille la torréfaction, les ateliers de restauration, ainsi que le traiteur « De Schnékert ».
En 1996, la direction du groupe opte pour une politique multi-formats en faisant désormais la distinction entre trois types de points de vente : Cactus hypermarchés, Cactus supermarchés et Cactus marchés.
En 2001, Paul Leesch prend sa retraite . Il met alors en place un comité de direction avec son fils, Max Leesch, au poste de président et administrateur délégué et nomme Laurent Schonckert au poste d’administrateur directeur du groupe.
Un nouveau format s’ajoute aux trois existants en 2008, celui du Cactus Shoppi, répondant à la demande d’un commerce de proximité.
En 2012, la pâtisserie Cactus, produisant jusqu’à ce jour uniquement pour le Cactus La Belle Etoile, déménage dans de nouveaux locaux à Windhof afin de développer la production et de livrer l’ensemble des points de vente Cactus.
L'enseigne célèbre son 50e jubilé en 2017 et compte à son actif deux hypermarchés, 11 Cactus supermarchés, 8 Cactus marchés, 4 Cactus hobbi et 22 Cactus shoppi. Et avec 4 320 employés, Cactus est alors le troisième employeur privé du Grand-Duché.
En 2019, à l’appel des syndicats, des grèves éclatent afin d'accélérer les négociations sur le renouvellement de la convention collective de travail.
La société est victime d'une cyberattaque en 2020.
Le groupe Cactus a annoncé l'arrivée de Cédric Gonnet, ancien directeur de Delhaize au Luxembourg, qui assume le poste de directeur opérationnel à partir du 1er janvier 2025.

## Étymologie
Paul Leesch choisit le nom Cactus car il est compréhensible dans toutes les langues et cela symbolise aussi  une plante qui peut survivre dans des conditions difficiles,.

## Marques de distributeur
Cactus propose également des produits de marques de distributeur. En ce qui concerne les produits de la marque Cactus, ils proposent également les marques de distributeur suivantes : 
- "Tous les jours" (groupe Casino) pour les produits alimentaires ;
- "Ja!" (groupe Rewe) pour les produits alimentaires, et ;
- "Note!" (groupe Continente) pour les produits de papeterie.